# درية شفيق
درية شفيق (14 ديسمبر 1908 - 20 سبتمبر 1975) من رواد حركة تحرير المرأة في مصر في النصف الأول من القرن العشرين وينسب لها الفضل في حصول المرأة المصرية على حق الانتخاب والترشح في دستور مصر عام 1956. ومؤسسة لدوريات أدبية وباحثة ومناضلة ضد الوجود البريطاني في مصر.
ولدت درية في مدينة طنطا في دلتا النيل عام 1908، أرسلت ضمن أول فوج طالبات من قبل وزارة المعارف المصرية للدراسة في جامعة السوربون في باريس على نفقة الدولة، وهي نفس الجامعة التي حصلت منها على درجة الدكتوراه في الفلسفة عام 1940، وكان موضوع الرسالة «المرأة في الإسلام». كما شاركت في مسابقة ملكة جمال مصر.
لدى عودتها من فرنسا برفقة زوجها، رفض عميد كلية الآداب بجامعة القاهرة تعيينها في الجامعة لأنها «امرأة»، وعرضت عليها الأميرة شويكار منصب رئاسة مجلة المرأة الجديدة التي تصدرها، لكنها لم تستمر في منصبها طويلا فأصدرت مجلة بنت النيل والتي كانت أول مجلة نسائية ناطقة بالعربية وموجهة لتعليم وتثقيف المرأة المصرية. أسست في أواخر الأربعينيات حركة لـ«التحرر الكامل للمرأة المصرية» عرفت باتحاد بنت النيل. في 1951، قادت مظاهرة اقتحمت مقر البرلمان المصري سعياً لمنح المرأة حقوق سياسية، وفي 1954 قامت هي وأخريات بالإضراب عن الطعام وممارسة ضغوط ساعدت في منح المرأة في مصر الكثير من الحقوق السياسية لأول مرة. تم وضع شفيق تحت الإقامة الجبرية بعد انتقادها لجمال عبد الناصر في 1957، وعاشت في عزلة حتى انتحارها سنة 1975.

## النشأة
ولدت شفيق في 14 ديسمبر عام 1908 في مدينة طنطا. كان والدها أحمد شفيق موظفاً حكومياً كثيرا ما انتقلت عائلته بسبب وظيفته بين مدن الدلتا وطنطا والمنصورة والإسكندرية، بينما كانت والدتها رتيبة ناصف ربة منزل. بعد انتهائها من الدراسة بمدرسة ابتدائية تديرها بعثة تبشيرية فرنسية في الإسكندرية، لم تكن مواصلة التعليم هناك متاحة إلا للأولاد، لذلك درست بنفسها وأكملت امتحانات المناهج الفرنسية الرسمية قبل الموعد المحدّد لها؛ ما أجبر المدرّسين الذين استبعدوها على الاعتراف بكونها واحدة ممّن حصلوا على أعلى الدرجات في مصر.
طلبت شفيق مساعدة هدى الشعراوي، واستخدمت شعراوي مكانتها لإدخال شفيق في منحة حكومية لدراسة الفلسفة في جامعة السوربون في باريس.
بعد عودتها إلى الإسكندرية صيف 1935، عرفت شفيق بوجود مسابقة لاختيار ملكة جمال مصر، ودخلتها من دون إخبار عائلتها وحصلت على المركز الثاني، وتعرضت لانتقادات بسبب خوضها تلك المسابقة التي كانت مقتصرة على القبطيات وذوات الأصول الأوروبية.

## النشاط السياسي

### اقتحام البرلمان
في فبراير 1951 قادت مظاهرة برفقة 1500 امرأة اقتحمت بها مقر مجلس النواب المصري (البرلمان)، حيث كانت تهدف بأن ينظر المجلس ورئيسه بجدية في قضايا ومطالب المرأة المصرية، ويعتبر الكثيرون هذه اللحظة لحظة تاريخية بالنسبة للحركة النسائية. أغلقت مظاهرتها المجلس التشريعي أكثر من أربع ساعات، حتى تعهّد رئيس المجلس الأعلى بالنظر في مطالبهن الرئيسية: حق المرأة في التصويت وتولّي المناصب، إلا أنه لم يتطرّق إلى مطالبهن الأخرى، كالمساواة في الأجور وإصلاح قوانين الزواج والطلاق. ساعدت تلك المظاهرة في منح شفيق «مكاناً بين أكثر النساء تأثيراً في تاريخ العالم العربي». بعث الملك فاروق برسالة لدرية مع زوجها الذي كان يقابله كثيرًا مفادها أن النساء لن ينلن حقوقهن ما دام هو ملكًا.

### النضال ضد الاحتلال
في 1951 قامت باعداد فرقة شبه عسكرية من النساء المصريات للمقاومة ضد وحدات الجيش البريطاني في قناة السويس تضمنت الاستعداد للقتال وتدريب ممرضات للميدان. كما حوكمت لقيادتها مظاهرة نسائية من اتحاد بنت النيل حيث قمن بمحاصرة بنك باركليز البريطاني في القاهرة في يناير 1951 ودعين لمقاطعته.

### اتحاد بنت النيل
أقصت هدى الشعراوى شفيق من الاتحاد النسائي، وربما يعود ذلك لخلفيتها الطبقية، وكون شفيق من الطبقة المتوسطة. وبدلاً من ذلك، بدأت شفيق حركتها الخاصة سنة 1948، وأسمتها اتحاد بنات النيل، تهدف إلى تقديم الخدمة للعاملات المحتاجات في مصر، وقامت بإنشاء مكتب لتشغيل طلبة الجامعات وتأسيس نادي بنت النيل الخاص لتقديم حفلات ثقافية للشباب وندوات لرفع الوعي السياسي لدى المراة وفصول محو أمية بحي بولاق.
بعد قيام ثورة 23 يوليو عام 1952 طلبت من الحكومة تحويل اتحاد بنت النيل إلى حزب سياسي فتم الأمر ليصير حزب اتحاد بنت النيل أول حزب نسائي سياسي في مصر.

### الإضراب عن الطعام
وفي وقت إعداد لجنة مشكلة من قبل حكومة الثورة لإعداد دستور مصري جديد وذلك عام 1954، احتجت درية شفيق لعدم وجود امرأة واحدة بين أعضاء اللجنة، وقامت برفقة نساء أخريات بإضراب عن الطعام لمدة 10 أيام، حينها وعدها الرئيس محمد نجيب في رسالة نقلها إليها محافظ القاهرة وقتها بأن الدستور المصري الجديد «سيكفل للمرأة حقها السياسي»، وهو ما تحقق بمنح المرأة المصرية حق التصويت والترشح في الانتخابات العامة لأول مرة في تاريخ مصر الحديث.
وبسبب الأوضاع السياسية المتغيرة في البلاد بعد الثورة وعدم وجود نشاط سياسي حقيقي، فقد ظلت درية شفيق في عزلة نحو 18 عاما.

### سنواتها الأخيرة
في عام 1957، وصفت شفيق الرئيس المصري حينها عبد الناصر بـ«الديكتاتور» واعتصمت بالسفارة الهندية مطالبة ناصر بالرحيل، ليقوم الأخير بوضعها في الإقامة الجبرية في منزلها وإقفال مجلتها، وإصدار تعميم بمحو اسمها من وسائل الإعلام والكتب. جربت شفيق الإضراب عن الطعام مجدداً لمدة ستة أيام. تعرضت في وسائل الإعلام الناصري لهجوم حاد وصفها بـ«الخائنة»، وانقلب عليها الحلف النسائي الذي كانت قد دعمته، كما تمّ طردها من جمعيتها الخاصة «بنت النيل». أصبحت شفيق وحيدة وأُجبرت على قضاء حوالي 18 سنة في عزلة شبه كاملة. وبعد عشر سنوات على عزلها، أمر عبد الناصر بسجن زوجها لأشهر عديدة لاتهامه بالتحضير لعمل تخريبي، ثم وُضع اسمه على لائحة الحظر من دخول البلاد، وتم الطلاق بين شفيق وزوجها عام 1967، وبذلك «غرقت شفيق في عزلة كاملة». دخلت شفيق في اكتئاب حاد أدى بها لرمي نفسها عن الطابق السادس في أحد أيام سبتمبر من عام 1975. كتبت الناشطة النسوية فاطمة عبد الخالق في جريدة الأهرام بعد عقود على انتحار شفيق: «كان هناك وقت، كانت فيه درية شفيق الرجل الوحيد في مصر… لقد استطاعت منذ عام 1957 أن تخبرنا أننا في طريقنا إلى الديكتاتورية، لكن للأسف كنا مجموعة حمقى غاضبين».

## الحياة الشخصية
أثناء تواجدها في باريس، التقت شفيق بنور الدين رجائي الذي كان حاصلاً على درجة الدكتوراه في القانون التجاري، وتزوجت منه وأنجبا ابنتين هما عزيزة وجيهان. عند عودتها بشهادة الدكتوراه إلى مصر، رفضت الجامعة الوطنية منحها منصباً تدريسياً، إما بسبب جمالها أو بسبب أفكارها الليبرالية التي رأى البعض أنها تضر بسمعتها العلمية، وفقا لمصادر.

## إصدارات، ترجمة وأعمال أدبية
أصدرت عدة دوريات أدبية منها مجلة المرأة الجديدة ومجلة بنت النيل ومجلة الكتكوت الصغير للأطفال، في سنوات العزلة ترجمت درية شفيق القرآن الكريم إلى اللغتين الإنجليزية والفرنسية، كما ألفت عدة دواوين شعرية وكتب إضافة إلى مذكراتها الخاصة.

## أهم المراجع
1. أعلام وأقزام، د.سيد العفاني.
2. تطور النهضة النسائية في مصر، درية شفيق.
3. الحجاب، محمد إسماعيل المقدم.
4. الحركات النسائية في الشرق وصلتها بالاستعمار والصهيونية العالمية، د.محمد فهمي عبد الوهاب.
5. شخصيات لا تُنسى، مصطفى أمين.

## كتب عن درية شفيق
- امرأة مختلفة لسينثيا تيلسون (دراسة بحثية في الأربعينيات) ترجمة نهاد أحمد سالم - المجلس الأعلى للثقافة

## روابط خارجية
- درية شفيق على موقع الموسوعة البريطانية (الإنجليزية)
- درية شفيق على موقع مونزينجر (الألمانية)